# برگزیده (فیلم ۱۹۸۱)
برگزیده (انگلیسی: The Chosen) فیلمی در ژانر درام به کارگردانی جرمی کاگان است که در سال ۱۹۸۲ منتشر شد. این فیلم بر اساس کتابی به همین نام که در سال ۱۹۶۷ منتشر شده است ساخته شده است. از جمله بازیگران آن می‌توان به ماکسیمیلیان شل، بری میلر و ران ریفکین اشاره نمود.

## بازیگران
- ماکسیمیلیان شل
- بری میلر
- اد هرلیهی
- ایوان هندلر
- جان پنکاو
- رابی بنسون
- رابرت جان برک
- راد استایگر
- ران ریفکین